# Aurornis
Aurornis xui
Genre
Espèce
Aurornis est un genre éteint de dinosaures à plumes, un théropode paravien basal. Il vivait en Chine il y a 160 millions d’années environ. Il est connu par une seule espèce, Aurornis xui, dont des fossiles ont été découverts dans la formation de Tiaojishan en Chine (provinces de Hebei et de Liaoning), formation datant du Jurassique (étage stratigraphique de l'Oxfordien),.
Aurornis s'est révélé être un des plus archaïques des avialiens selon une analyse phylogénétique. Cette analyse classe également les genres Anchiornis, Balaur, Rahonavis, Xiaotingia et Archaeopteryx comme des formes primitives d'avialiens, tandis que les Scansoriopterygidae et Eosinopteryx sont donnés pour des Paraves.

## Étymologie
Le nom générique d'Aurornis est une combinaison du mot latin Aurora qui signifie « aube » et du mot grec ornis signifiant « oiseau » – le nom spécifique xui lui ayant été donné en l'honneur du paléontologue chinois Xu Xing.

## Description
Aurornis est décrit à partir d'un fossile découvert en 2013. Le fossile est acheté chez un revendeur local qui affirme qu'il avait été mis au jour à Yaoluguo dans l'ouest de la province de Liaoning. Une analyse ultérieure confirme qu'il avait été extrait de la formation géologique du Tiaojishan, vieille de 153 à 165 millions d'années,,. Le fossile présente des traces de plumes duveteuses le long de la queue, sur la poitrine et le cou de l'animal. Le fossile n'est que partiellement préparé au moment de l'achat, présentant des traces de plumes non apparentes mais aucune trace de falsification.
Aurornis avait à peu près la taille d'un faisan moderne, une cinquantaine de centimètres de long du bec à la pointe de la queue. Il avait des griffes et une longue queue. Les os de sa patte sont similaires à ceux d’Archaeopteryx, mais l'ensemble de sa structure osseuse est plus primitif. L'absence de grandes plumes suggère qu’Aurornis xui était incapable de voler. L'animal a peut-être vécu il y a environ 160 millions d'années, soit environ 10 millions d'années avant Archaeopteryx, souvent décrit comme l'ancêtre des oiseaux.
Aurornis est décrit pour la première fois par une équipe de l'Institut royal des sciences naturelles de Belgique dirigée par Pascal Godefroit et les résultats publiés par Nature en mai 2013.

## Classification
En 2011, le paléontologue chinois Xu Xing affirme qu’Archaeopteryx n'est pas l'ancêtre des oiseaux. Toutefois, une analyse phylogénétique plus récente d’Aurornis suggère qu'il appartient à la lignée des oiseaux, à un stade plus archaïque et primitif qu’Archaeopteryx. L'analyse, basée sur « près de 1 500 caractéristiques »  morphologiques, contredit la conclusion de Xu, basée sur moins de caractéristiques et replace donc Archaeopteryx dans la lignée des oiseaux.
Savoir si Aurornis xui sera accepté comme un véritable oiseau par d'autres paléontologues reste à établir. De récentes découvertes soulignent « combien est floue la ligne de démarcation entre les oiseaux et les dinosaures », explique Paul Barrett du Musée d'histoire naturelle de Londres. « Il y a une telle gradation dans les caractéristiques qui les différencient qu'il est très difficile de les distinguer… [Aurornis xui] est certainement un membre plus âgé de la lignée des oiseaux qu’Archaeopteryx et il est correct de le considérer comme un oiseau très primitif. Mais ce que vous appelez un oiseau se résume à ce que vous appelez un oiseau, et un grand nombre de définitions se fondent sur Archaeopteryx. » Le spécialiste de l'évolution des oiseaux Lawrence Witmer (en) juge la nouvelle analyse convaincante. Cependant, le paléontologue américain Luis M. Chiappe n'est pas d'accord, disant que la patte d'Aurornis xui est trop courte pour être celle d'un véritable oiseau : « il ressemble fort à un oiseau mais il n'est pas encore un oiseau », conclut-il.